# Lucas Lima
Lucas Rafael Araújo Lima (Marília, estado de São Paulo; 9 de julio de 1990) es un futbolista brasileño. Juega de centrocampista en Sport Recife del Campeonato Brasileño de Serie B.

## Biografía
Lucas Rafael Araújo Lima nació el 9 de julio de 1990 en Marília, hijo de Sueli y Roberto Carlos. Tiene un hermano, João Pedro, quien es autista.
Es cristiano evangélico.

## Carrera
Jugó en las categorías inferiores de Rio Preto E. C. y América de Rio Preto, aunque ambas instituciones decidieron no contar con él. Luego de esto, se probó en Chapecoense, pero fue rechazado. Su siguiente equipo fue el José Bonifácio E. C., de pocos recursos, donde jugó algunos partidos en segunda división sub-20 y, a raíz de ello, fue invitado a la Copa São Paulo de Futebol Júnior. En ese club, a pesar de su débil físico y de la crisis financiera de la institución, su buen rendimiento llamó la atención de los aficionados.
Posteriormente, se unió a Internacional de Limeira, donde tuvo continuidad y jugó en el primer equipo entre 2010 y mediados de 2012. Disputó 75 partidos y anotó diez goles. En julio, firmó con S. C. Internacional, con el que ganó el Campeonato Gaúcho en su primera temporada. Fue contratado para jugar con el equipo sub-23 hasta fin de año, pero como Dorival Júnior tenía problemas para alinear un equipo, en un entrenamiento organizó un partido entre la reserva y los titulares. Lima tuvo una buena actuación, el encuentro terminó 4 a 0 a su favor, y el entrenador lo hizo debutar en un empate sin goles con Santos F. C., en el estadio Beira-Rio. La derrota por 3 a 1 con Atlético Mineiro en la siguiente jornada, donde fue titular, produjo la renuncia de Júnior. Con la asunción de Fernandão, el futbolista tuvo continuidad, pero cuando el entrenador fue destituido debido a una racha de malos resultados, llegó Dunga, quien no apostó por los jugadores jóvenes. Disputó catorce partidos en el campeonato nacional y en diciembre extendió su contrato por tres temporadas.
En 2013, se fue a préstamo a Sport Recife, que disputaba la Serie B. El equipo logró el ascenso y Lima fue elegido mejor jugador de ese torneo y del Campeonato Paulista. Disputó 53 partidos, muchos en una posición más ofensiva de lo que acostumbraba, y marcó nueve goles.
El 5 de febrero de 2014, firmó por cuatro años con Santos F. C., que se adueñó del 80 % de los derechos económicos del futbolista a cambio de unos cinco millones de reales. En sus primeros partidos, contra Bragantino y Mogi Mirim E. C., sumó 32 minutos, anotó un gol e hizo una asistencia. En sus siguientes participaciones no pudo mantener estos números y fue mayormente suplente. En julio, después de que Enderson Moreira sustituyera a Oswaldo de Oliveira en la dirección técnica, empezó a jugar más minutos y se convirtió en una parte fundamental del equipo. El 15 de noviembre, en referencia al encuentro con Botafogo donde el jugador participó en cuatro de los cinco goles de Santos, Moreira dijo:

«No me gusta hablar sobre un jugador en particular, creo que lo que importa es el equipo. Pero voy a hacer una excepción, porque se lo merece. El torneo que está haciendo Lucas Lima es extremadamente bueno. Él es, sin duda, una de las revelaciones de este campeonato brasileño [...] Ha madurado, usa su juego para favorecer al equipo».

Los resultados del club fueron el subcampeonato en la competición regional, semifinal en la copa nacional y la novena posición del campeonato brasileño.
En 2015, fue seleccionado en el equipo estelar y elegido mejor centrocampista del Campeonato Paulista, del que fue campeón. También fue el mejor jugador de la Copa de Brasil, donde llegaron a la final y perdieron con Palmeiras. En el campeonato nacional, donde jugó 31 partidos, todos de titular, sus pases fueron precisos, colaboró en el marcaje y recibió un alto porcentaje de faltas. Su equipo quedó en el séptimo puesto.
La siguiente temporada, volvieron a ganar el Campeonato Paulista, del que Lima fue el mejor jugador e integró el equipo ideal. En la Copa de Brasil, fueron eliminados por Internacional en cuartos de final, mientras que en el campeonato brasileño quedaron segundos. En 2017, disputaron la Copa Libertadores, donde perdieron en cuartos de final con Barcelona S. C. El jugador, que integró el equipo ideal de la primera fase y fue el máximo asistidor de esa edición, no jugó el encuentro de vuelta debido a una lesión en el muslo derecho. Por otra parte, tuvo una buena participación en el torneo local y hasta las jornadas finales encabezó el puesto de mediapunta en la Bola de Prata. El premio se lo llevó Thiago Neves, y Santos ocupó el tercer lugar, a nueve puntos de Corinthians y, por diferencia de goles, el segundo fue Palmeiras. En la Copa de Brasil, los eliminó Flamengo en cuartos de final, y en el Campeonato Paulista perdieron con Ponte Preta en la misma ronda.
El 30 de noviembre, se confirmó su fichaje por Palmeiras, con el que firmó por cinco años. En su debut, una victoria por 3 a 1 frente a E. C. Santo André por el Campeonato Paulista, marcó un gol y dio una asistencia. En esta competición, el equipo jugó la final con Corinthians, pero fue vencido en los penales, y Lima fue parte del equipo estelar. Ganó el campeonato brasileño, donde disputó 34 partidos, anotó cinco goles, y realizó 1 117 pases, 83 centros y 52 oportunidades de gol. Varios de estos registros estuvieron entre los más altos del equipo. En la copa nacional, Palmeiras cayó en la semifinal en el enfrentamiento con Cruzeiro, y en la misma ronda fue eliminado de la Copa Libertadores por Boca Juniors. A finales de año, fue condecorado con el Troféu Mesa Redonda.
En la siguiente temporada, jugó 43 encuentros y anotó un solo gol, por lo que recibió críticas de la afición. Su club perdió en el campeonato estatal en la semifinal contra São Paulo F. C., en penales. En la tabla del campeonato brasileño quedaron terceros, mientras que en la copa fueron derrotados en cuartos de final por Internacional, en tanda de penales. En la Copa Libertadores también cayeron en cuartos de final, ante Grêmio.

## Selección nacional
En septiembre de 2015, fue convocado por primera vez a la selección brasileña de la mano de Dunga. El 5 de septiembre, realizó su debut en un amistoso con Costa Rica. El 14 de noviembre, marcó su primer gol en un empate con Argentina en las eliminatorias rumbo a la Copa del Mundo de 2018. Fue convocado a la Copa América Centenario, en la que le anotó a Haití en una goleada por 7 a 1 y donde Brasil quedó afuera en fase de grupos. El jugador perdió su lugar en el equipo, ahora dirigido por Tite, y si bien se especuló sobre una llamada de último momento, no fue convocado al Mundial de 2018.

### Participaciones en Copa América
| Copa                    | Sede           | Resultado      |
| ----------------------- | -------------- | -------------- |
| Copa América Centenario | Estados Unidos | Fase de grupos |

## Estadísticas

### Clubes
| Club | Temporada           | Liga  | Liga  | Liga   | Copas nacionales(1) | Copas nacionales(1) | Copas nacionales(1) | Torneos internacionales(2) | Torneos internacionales(2) | Torneos internacionales(2) | Total | Total | Total  |
| Club | Temporada           | Part. | Goles | Asist. | Part.               | Goles               | Asist.              | Part.                      | Goles                      | Asist.                     | Part. | Goles | Asist. |
| --- | ------------------- | ----- | ----- | ------ | ------------------- | ------------------- | ------------------- | -------------------------- | -------------------------- | -------------------------- | ----- | ----- | ------ |
| Internacional de Limeira · Brasil | 2010                | —     | —     | —      | 30                  | 6                   | ?                   | —                          | —                          | —                          | 30    | 6     | ?      |
| Internacional de Limeira · Brasil | 2011                | —     | —     | —      | 22                  | 3                   | ?                   | —                          | —                          | —                          | 22    | 3     | ?      |
| Internacional de Limeira · Brasil | 2012                | —     | —     | —      | 23                  | 1                   | ?                   | —                          | —                          | —                          | 23    | 1     | ?      |
| Internacional de Limeira · Brasil | Total               | 0     | 0     | 0      | 75                  | 10                  | ?                   | 0                          | 0                          | 0                          | 75    | 10    | ?      |
| Internacional · Brasil | 2012                | 14    | 0     | 0      | —                   | —                   | —                   | —                          | —                          | —                          | 14    | 0     | 0      |
| Internacional · Brasil | 2013                | —     | —     | —      | 2                   | 1                   | 0                   | —                          | —                          | —                          | 2     | 1     | 0      |
| Internacional · Brasil | Total               | 14    | 0     | 0      | 2                   | 1                   | 0                   | 0                          | 0                          | 0                          | 16    | 1     | 0      |
| Sport Recife · Brasil | 2013                | 36    | 7     | 6      | 14                  | 2                   | 0                   | 3                          | 0                          | 0                          | 53    | 9     | 6      |
| Sport Recife · Brasil | Total               | 36    | 7     | 6      | 14                  | 2                   | 0                   | 3                          | 0                          | 0                          | 53    | 9     | 6      |
| Santos · Brasil | 2014                | 35    | 3     | 4      | 14                  | 2                   | 3                   | —                          | —                          | —                          | 49    | 5     | 7      |
| Santos · Brasil | 2015                | 31    | 4     | 9      | 29                  | 2                   | 11                  | —                          | —                          | —                          | 60    | 6     | 20     |
| Santos · Brasil | 2016                | 25    | 2     | 3      | 21                  | 3                   | 6                   | —                          | —                          | —                          | 46    | 5     | 9      |
| Santos · Brasil | 2017                | 25    | 1     | 6      | 12                  | 2                   | 6                   | 8                          | 0                          | 6                          | 45    | 3     | 18     |
| Santos · Brasil | Total               | 116   | 10    | 22     | 76                  | 9                   | 26                  | 8                          | 0                          | 6                          | 200   | 19    | 54     |
| Palmeiras · Brasil | 2018                | 34    | 5     | 3      | 24                  | 1                   | 9                   | 7                          | 1                          | 0                          | 65    | 7     | 12     |
| Palmeiras · Brasil | 2019                | 23    | 1     | 4      | 17                  | 0                   | 0                   | 3                          | 0                          | 0                          | 43    | 1     | 4      |
| Palmeiras · Brasil | 2020                | 32    | 1     | 2      | 18                  | 1                   | 2                   | 4                          | 0                          | 1                          | 54    | 2     | 5      |
| Palmeiras · Brasil | 2021                | 0     | 0     | 0      | 7                   | 2                   | 1                   | 1                          | 0                          | 0                          | 8     | 2     | 1      |
| Palmeiras · Brasil | Total               | 89    | 7     | 9      | 66                  | 4                   | 12                  | 15                         | 1                          | 1                          | 170   | 12    | 22     |
| Fortaleza · Brasil | 2021                | 15    | 1     | 1      | 0                   | 0                   | 0                   | —                          | —                          | —                          | 15    | 1     | 1      |
| Fortaleza · Brasil | Total               | 15    | 1     | 1      | 0                   | 0                   | 0                   | 0                          | 0                          | 0                          | 15    | 1     | 1      |
| Total en su carrera | Total en su carrera | 270   | 25    | 38     | 233                 | 26                  | 38                  | 26                         | 1                          | 7                          | 529   | 52    | 83     |
| (1) Incluye datos de la Campeonato Paulista, Campeonato Pernambucano, Campeonato Gaúcho y Copa de Brasil. (2) Incluye datos de la Copa Sudamericana, Copa Libertadores, Recopa Sudamericana y Copa Mundial de Clubes de la FIFA. |                     |       |       |        |                     |                     |                     |                            |                            |                            |       |       |        |

### Selección
| Brasil                                                                            | 2015  | 2 | 0 | 0 | 4  | 1 | 0 | 6  | 1 | 0 |
| Brasil                                                                            | 2016  | 1 | 0 | 0 | 6  | 1 | 0 | 7  | 1 | 0 |
| Brasil                                                                            | 2017  | 1 | 0 | 0 | —  | — | — | 1  | 0 | 0 |
| Total                                                                             | Total | 4 | 0 | 0 | 10 | 2 | 0 | 14 | 2 | 0 |
| (1) Incluye datos de las eliminatorias mundialistas y la Copa América Centenario. |       |   |   |   |    |   |   |    |   |   |

### Resumen
| Competición                 | Partidos | Goles | Asistencias | Promedio |
| --------------------------- | -------- | ----- | ----------- | -------- |
| Liga                        | 270      | 25    | 38          | 0,09     |
| Copas regionales/nacionales | 233      | 26    | 38          | 0,11     |
| Copas internacionales       | 26       | 1     | 7           | 0,03     |
| Selección                   | 14       | 2     | 0           | 0,14     |
| Total                       | 543      | 54    | 83          | 0,09     |

## Palmarés

### Campeonatos regionales
| Título                  | Club                    | Estado             | Año  |
| ----------------------- | ----------------------- | ------------------ | ---- |
| Campeonato Gaúcho       | S. C. Internacional     | Río Grande del Sur | 2012 |
| Campeonato Paulista     | Santos F. C.            | San Pablo          | 2015 |
| Campeonato Paulista     | Santos F. C.            | San Pablo          | 2016 |
| Campeonato Paulista     | S. E. Palmeiras         | San Pablo          | 2020 |
| Campeonato Cearense     | Fortaleza Esporte Clube | Ceará              | 2022 |
| Copa do Nordeste        | Fortaleza Esporte Clube | Región Nordeste    | 2022 |
| Campeonato Pernambucano | Sport Club do Recife    | Pernambuco         | 2024 |

### Campeonatos nacionales
| Título               | Club            | País   | Año  |
| -------------------- | --------------- | ------ | ---- |
| Campeonato Brasileño | S. E. Palmeiras | Brasil | 2018 |
| Copa de Brasil       | S. E. Palmeiras | Brasil | 2020 |

### Campeonatos internacionales
| Título            | Club            | Sede           | Año  |
| ----------------- | --------------- | -------------- | ---- |
| Copa Libertadores | S. E. Palmeiras | Río de Janeiro | 2020 |
| Copa Libertadores | S. E. Palmeiras | Montevideo     | 2021 |

### Distinciones
| Distinción                                                           | Año              |
| -------------------------------------------------------------------- | ---------------- |
| Mejor jugador del Campeonato Pernambucano.                           | 2013             |
| Mejor jugador de la Serie B.                                         | 2013             |
| Mejor centrocampista del Campeonato Paulista.                        | 2015             |
| Parte del equipo del año del Campeonato Paulista.                    | 2015, 2016, 2018 |
| Mejor jugador de la Copa de Brasil.                                  | 2015             |
| Mejor jugador del Campeonato Paulista.                               | 2016             |
| Parte del equipo ideal de la fase de grupos de la Copa Libertadores. | 2017             |
| Máximo asistidor de la Copa Libertadores.                            | 2017             |
| Troféu Mesa Redonda.                                                 | 2018             |